# Câmpia Turzii
Câmpia Turzii (ungerska: Aranyosgyéres, tyska: Jerischmarkt) är en stad (municipiu) i länet Cluj i det historiska landskapet Transsylvanien i nordvästra Rumänien. Befolkningen uppgick till cirka 22 200 invånare 2011.